# Verona Rupes

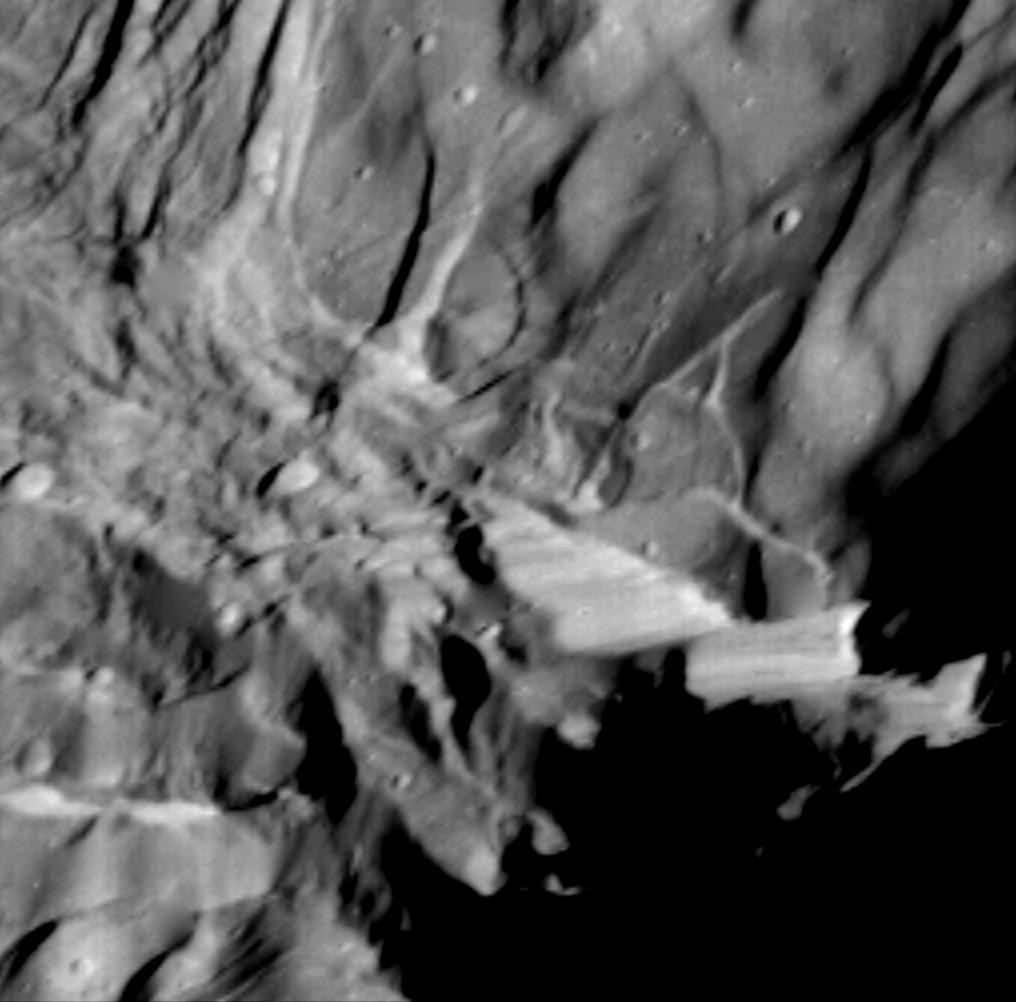
Verona Rupes, à droite du centre de l'image

Verona Rupes est un escarpement observé sur Miranda, une lune d'Uranus. Sa hauteur a été estimée de 5 kilomètres à 10 kilomètres. Cela fait de lui le plus haut rempart montagneux connu dans le système solaire.
Il pourrait avoir été créé par un impact majeur, qui aurait causé l'éclatement puis le ré-assemblage de la lune, ou par la fissuration de la croûte.